# Мар, Маргарет, 31-я графиня Мар
Маргарет Мар, 31-я графиня Мар (англ. Margaret of Mar, 31st Countess of Mar; родилась 19 сентября 1940 года) — шотландский наследственный пэр и политик. Она была членом Палаты лордов с 1975 по 2020 год и была одной из 92 наследственных пэров, избранных, чтобы остаться в Палате лордов в 1999 году. Она является обладательницей оригинального графства Мар, старейшего титула пэра в Соединенном Королевстве. Она является единственной графиней суо-юре и была единственной женщиной-наследственным пэром в Палате лордов с 2014 по 2020 год. Она также является фермером и бывшим специалистом по производству козьего сыра в Грейт-Уитли, Вустершир.

## Ранняя жизнь
Она родилась как Маргарет Эллисон Лейн, старшая дочь Миллисент Мэри Салтон (? — 1993) и Джеймса Клифтона Лейна (1914—1975), позднее Джеймса Мара, 30-й граф Мара, предполагаемого наследника Лайонела Эрскина-Янга, 29-го графа Мара (1891—1965). Маргарет потомок леди Фрэнсис Гудвид (1831—1887), сестры Джона Гудвида-Эрскина, 27-го графа Мара (1836—1930).
У Маргарет было младшие брат и сестра: Дэвид Чарльз Мар, мастер Мар (1944—1967), и леди Джанет Мар (род. 1946). В 1959 году её отец был официально признан в стиле Мар , и с этого года трое его детей также носили стиль Мар, название Лейн было оставлено.

## Госпожа Мар
Когда отец Маргарет стал 30-м графом Мар 27 ноября 1965 года, она стала леди Маргарет Мар, а её брат Дэвид Чарльз стал мастером Мара, лордом Гариохом. Когда лорд Гариох умер в 1967 году, Маргарет стала хозяйкой Мара в качестве старшей наследницы своего отца.

## Графиня Мар
Когда 21 апреля 1975 года скончался её отец Джеймс Мар, 30-й граф Мар, леди Маргарет стала 31-й носительницей титула графини Мар, первого графства в Шотландии, и вступила в Палату лордов, где в апреле 1976 года состоялось её первое выступление. После принятия Палатой лордов акта 1999 года, леди Мар была избран в качестве одного из 92-х наследственных пэров в Палату лордов, где она сидела как независимый депутат, то есть она не разделяла взгляды никакой конкретной политической партии. Она вышла из состава Палаты лордов 1 мая 2020 года. На выборах в палату Лордов в октябре 1999 года она набрала 572 голоса .
Леди Мар занимала ряд должностей в Палате лордов:
- Заместитель председателя комитетов 1997—2007
- Члена Подкомитета C Специального комитета Европейских сообществ (Окружающая среда, общественное здравоохранение и защита прав потребителей) 1997—1999
- Вице-спикер 1999—2007, 2009—2012 и 2014—2020
- Член Специального комитета Европейского Союза Подкомитета D (Окружающая среда, сельское хозяйство, здравоохранение и защита прав потребителей / Окружающая среда и сельское хозяйство) 2001—2005 годы.

Леди Мар также была членом Объединенного комитета по уставным документам, членом Комитета по обновлению лордов и членом группы заместителей председателей комитетов. Леди Мар также была секретарем Парламентской группы всех партий по пестицидам и фосфорорганическим веществам.
Леди Мар также занимала различные неполитические должности:
- Член Иммиграционной апелляционной комиссии 1985—2006
- Председатель Честной еды 2000—2005
- Председатель Фонда экологической медицины 1997—2003
- Президент Гильдии сельскохозяйственных журналистов 2007—2010
- Патрон Ассоциации врачей-диспансеров 1985—1986
- Покровитель Мобильной группы инвалидов «Ворсестор» 1991—2003
- Покровитель Ассоциации ветеранов Персидского залива
- Президент и советник по вопросам размещения престарелых, 1994 — настоящее время
- Почетный член Королевского колледжа ветеринарных хирургов 2006 — настоящее время[7][8]
- Почетный член Британской ветеринарной ассоциации 2007 — настоящее время[8][9].

## Болезнь
Летом 1989 года, когда она окунала свою овцу в резервуар с фосфорорганическими химикатами, леди Мар подверглась воздействию химических веществ на ногу, и через три недели у нее начались головные и мышечные боли. В конце концов ей поставили диагноз синдром хронической усталости. С тех пор леди Мар занимала свое место в Палате лордов почти исключительно для того, чтобы заставить правительство обеспечить надлежащий уход и поддержку пациентам с аналогичными долгосрочными и плохо изученными заболеваниями, а также лучше регулировать использование фосфорорганических соединений. Это также привело к ее членству в подкомитетах ЕС, перечисленных выше.
В результате своей болезни леди Мар основала организацию Forward-ME для координации деятельности довольно широкого спектра благотворительных и добровольных организаций, работающих с пациентами с синдромом хронической усталости, который также известен как миалгический энцефаломиелит (ME).

## Семья
Леди Мар была замужем три раза. 30 мая 1959 года она вышла замуж первый раз за Эдвина Ноэля Артиса, сына Эдвина Артиса. Супруги развелись в 1976 году. От первого брака у нее была дочь:
- Леди Сьюзен Хелен Мар, госпожа Мар (род. 31 мая 1963), предполагаемая наследница титула её матери. Леди Сьюзен с 1989 года замужем за Брюсом Александром Уилли и имеет двух дочерей, Изабель Элис Мар (род. 10 сентября 1991) и Фрэнсис Александра Мар (род. 1 ноября 1994).

30 апреля 1976 года Маргарет Элисон Мар во второй раз вышла замуж за Джона Лесли Салтона, сына Нормана Лесли Салтона. Супруги развелись в 1981 году. В марте 1982 года графиня Мар в третий раз вышла замуж за Джона Генри Дженкина, сына Уильяма Дженкина. Второй и третий браки были бездетными.